# グアテマラの国章
グアテマラの国章（グアテマラのこくしょう）は以下の要素を含む:
- 勝利の象徴たる、月桂樹の枝[1][2]の冠。
- 自由を象徴する鳥、ケツァール。
- 「LIBERTAD 15 DE SEPTIEMBRE DE 1821」（1821年9月15日は中央アメリカがスペインから独立した日である）と書かれた巻物。1997年にスペイン語の「SEPTIEMBRE」の綴りが「SETIEMBRE」から変更された。[3]
- 交差した二丁の着剣済みの小銃は必要あらば自らを軍隊によって防衛するグアテマラの意思を示している。
- 名誉を表す、交差した二本の剣。

紋章は1854年から1897年までグアテマラに居住した、スイスの芸術家兼彫刻家のジャン＝バプティステ・フレネールによってデザインされた。
国章はグアテマラの国旗にあしらわれることもある。ケツァールは以前にも1830年代にロス・アルトスの国旗にあしらわれた。

## 歴代の国章

1823年-1825年の国章
1825年-1842年の国章
1825年-1843年の国章
1843年-1851年の国章
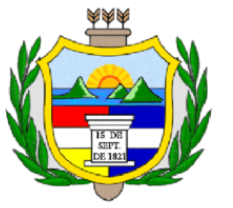
1851年-1858年の国章
1858年-1871年の国章